# Dmitrij Kabanow
Dmitrij Borisowicz Kabanow (ros. Дмитрий Борисович Кабанов, ur. 13 lutego 1980) – rosyjski judoka i sambista.
Brązowy medalista mistrzostw świata w 2005 w judo. Startował w Pucharze Świata w latach 2001-2005 i 2007. Mistrz Rosji w 2004; trzeci w 2001 i 2008. Trzeci na mistrzostwach Rosji w sambo w 2004 i 2005 roku.